# Olympische Sommerspiele 1900/Schießen
Die in Paris im Rahmen der Weltausstellung (Exposition Universelle et Internationale de Paris) ausgetragenen Internationalen Wettbewerbe für Leibesübungen und Sport (Concours Internationaux d’Exercices Physiques et de Sports) umfassten Wettbewerbe im Sportschießen, die Bestandteil der Olympischen Sommerspiele 1900 (Spiele der II. Olympiade) waren.

## Anmerkungen

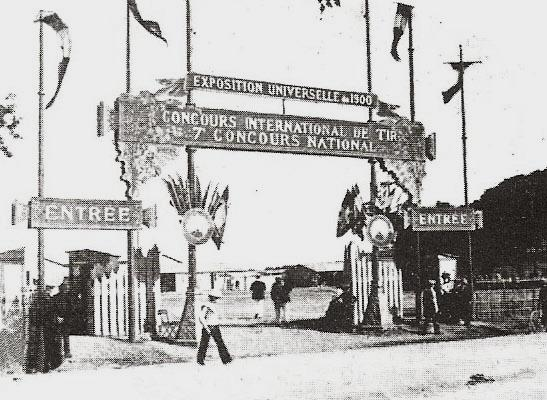
Eingang zum Camp de Satory

## Medaillenspiegel
| Platz  | Land        | Silber | Bronze | Dritter | Gesamt |
| ------ | ----------- | ------ | ------ | ------- | ------ |
| 1      | Schweiz     | 5      | 1      | 1       | 7      |
| 2      | Frankreich  | 2      | 2      | 2       | 6      |
| 3      | Dänemark    | 1      | 3      | –       | 4      |
| 4      | Norwegen    | –      | 2      | 2       | 4      |
| 5      | Belgien     | –      | 1      | 2       | 3      |
| 6      | Niederlande | –      | –      | 1       | 1      |
| Gesamt | Gesamt      | 8      | 9      | 8       | 25     |

## Ergebnisse

### Armeegewehr stehend 300 m
| Platz | Land | Sportler                  | Punkte |
| ----- | ---- | ------------------------- | ------ |
| 1     | DEN  | Lars Jørgen Madsen        | 305    |
| 2     | NOR  | Ole Østmo                 | 299    |
| 3     | BEL  | Charles Paumier du Verger | 298    |
| 4     | BEL  | Paul van Asbroeck         | 297    |
| 5     | SUI  | Franz Böckli              | 294    |
| 6     | SUI  | Emil Kellenberger         | 292    |
| 7     | BEL  | Jules Bury                | 282    |
| 7     | SUI  | Alfred Grütter            | 282    |

Datum: 5. bis 7. August 1900

30 Teilnehmer aus 6 Ländern

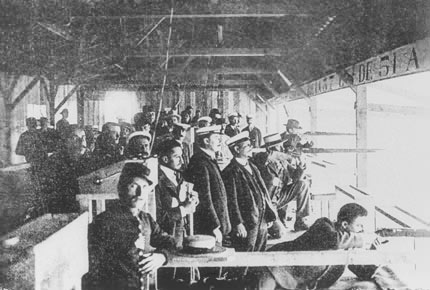
Am Schießstand

Das stehende Schießen war die erste Disziplin im Dreistellungskampf und wurde zusätzlich gesondert gewertet. Es mussten 40 Schuss in vier Serien zu je zehn Schuss abgegeben werden. Geschossen wurde auf eine Zielscheibe mit zehn Ringen und einem Durchmesser von einem Meter. Die maximale Punktzahl betrug 400.

### Armeegewehr kniend 300 m
| Platz | Land | Sportler             | Punkte |
| ----- | ---- | -------------------- | ------ |
| 1     | SUI  | Konrad Stäheli       | 324    |
| 2     | SUI  | Emil Kellenberger    | 314    |
| 2     | DEN  | Anders Peter Nielsen | 314    |
| 4     | BEL  | Paul van Asbroeck    | 308    |
| 5     | NED  | Marcus Ravenswaaij   | 306    |
| 6     | NED  | Uilke Vuurman        | 303    |
| 7     | SUI  | Franz Böckli         | 300    |
| 8     | DEN  | Lars Jørgen Madsen   | 299    |

Datum: 5. bis 7. August 1900

30 Teilnehmer aus 6 Ländern
Das kniende Schießen war die zweite Disziplin im Dreistellungskampf und wurde zusätzlich gesondert gewertet. Es mussten 40 Schuss in vier Serien zu je zehn Schuss abgegeben werden. Geschossen wurde auf eine Zielscheibe mit zehn Ringen und einem Durchmesser von einem Meter. Die maximale Punktzahl betrug 400.

### Armeegewehr liegend 300 m
| Platz | Land | Sportler             | Punkte |
| ----- | ---- | -------------------- | ------ |
| 1     | FRA  | Achille Paroche      | 332    |
| 2     | DEN  | Anders Peter Nielsen | 330    |
| 3     | NOR  | Ole Østmo            | 329    |
| 4     | FRA  | Léon Moreaux         | 325    |
| 5     | SUI  | Emil Kellenberger    | 324    |
| 6     | NED  | Henrik Sillem        | 317    |
| 7     | FRA  | Auguste Cavadini     | 316    |
| 8     | BEL  | Paul van Asbroeck    | 312    |
| 8     | NED  | Uilke Vuurman        | 312    |

Datum: 5. bis 7. August 1900

30 Teilnehmer aus 6 Ländern
Das liegende Schießen war die dritte Disziplin im Dreistellungskampf und wurde zusätzlich gesondert gewertet. Es mussten 40 Schuss in vier Serien zu je zehn Schuss abgegeben werden. Geschossen wurde auf eine Zielscheibe mit zehn Ringen und einem Durchmesser von einem Meter. Die maximale Punktzahl betrug 400.

### Armeegewehr Dreistellungskampf 300 m
| Platz | Land | Sportler                  | Punkte            |
| ----- | ---- | ------------------------- | ----------------- |
| 1     | SUI  | Emil Kellenberger         | 930 (292+314+324) |
| 2     | DEN  | Anders Peter Nielsen      | 921 (277+314+330) |
| 3     | NOR  | Ole Østmo                 | 917 (299+289+329) |
| 3     | BEL  | Paul van Asbroeck         | 917 (297+308+312) |
| 5     | DEN  | Lars Jørgen Madsen        | 905 (305+299+301) |
| 6     | BEL  | Charles Paumier du Verger | 897 (298+297+302) |
| 7     | FRA  | Achille Paroche           | 887 (268+287+332) |
| 8     | SUI  | Franz Böckli              | 883 (294+300+289) |

Datum: 5. bis 7. August 1900

30 Teilnehmer aus 6 Ländern
Der Dreistellungskampf war eine gesonderte Wertung, die aus der Zusammenfassung der Einzelergebnisse im stehenden, knienden und liegenden Anschlag resultierte. Die maximale Punktzahl betrug 1200.

### Armeegewehr Dreistellungskampf Mannschaft 300 m
| Platz | Land | Sportler | Punkte |
| ----- | ---- | --- | ------ |
| 1     | SUI  | Franz Böckli (883) Alfred Grütter (832) Emil Kellenberger (930) Louis-Marcel Richardet (873) Konrad Stäheli (881) | 4399   |
| 2     | NOR  | Olaf Frydenlund (817) Helmer Hermandsen (878) Tom Seeberg (848) Ole Sæther (830) Ole Østmo (917)                  | 4290   |
| 3     | FRA  | Auguste Cavadini (880) Maurice Lecoq (823) Léon Moreaux (880) Achille Paroche (887) René Thomas (808)             | 4278   |
| 4     | DEN  | Viggo Jensen (875) Laurids Kjær (782) Axel Kristensen (782) Lars Jørgen Madsen (905) Anders Peter Nielsen (921)   | 4265   |
| 5     | NED  | Antonius Bouwens (812) Marcus Ravenswaaij (881) Henrik Sillem (847) Solko van den Bergh (805) Uilke Vuurman (876) | 4221   |
| 6     | BEL  | Joseph Baras (713) Jules Bury (821) Edouard Myin (818) Charles Paumier du Verger (897) Paul van Asbroeck (917)    | 4166   |

Datum: 5. bis 7. August

30 Teilnehmer aus 6 Ländern

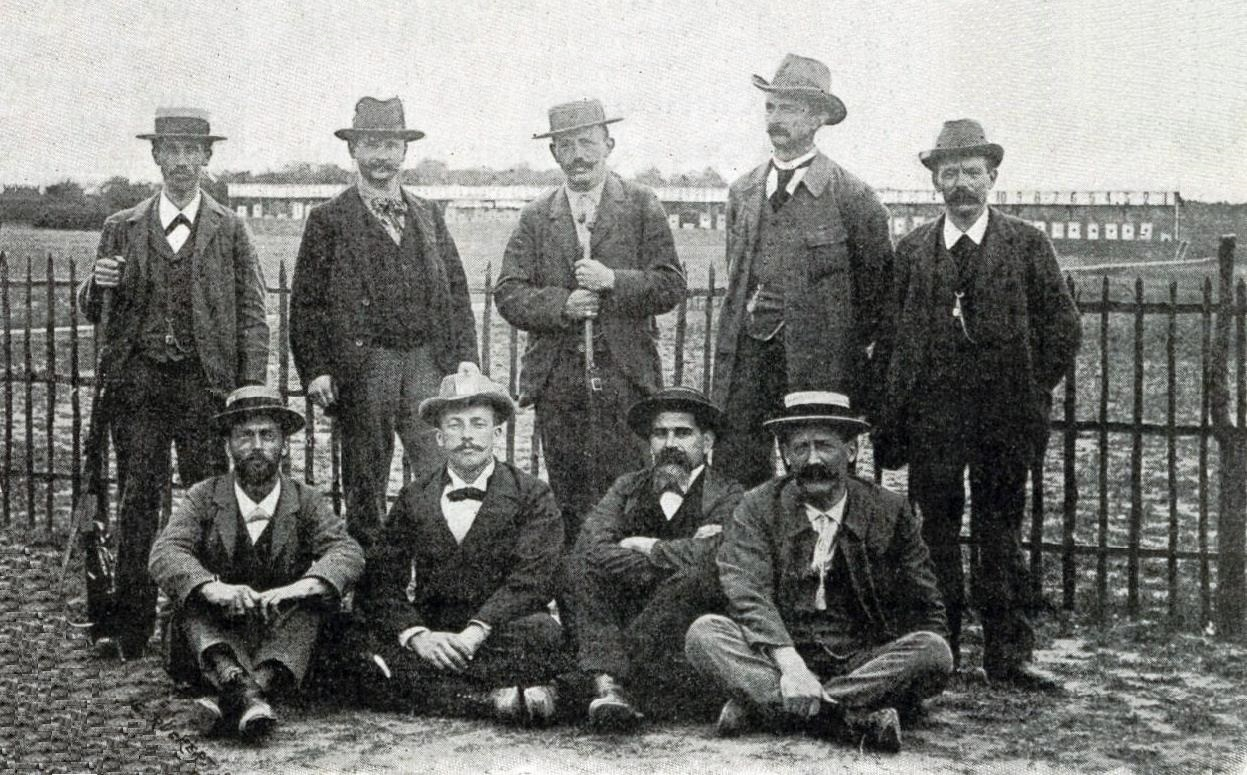
Die erfolgreichen Schweizer Schützen der beiden Mannschaftswettbewerbe

Der Mannschaftskampf war eine gesonderte Wertung, die aus der Zusammenfassung der Einzelergebnisse im Dreistellungskampf von 5 Schützen einer Mannschaft resultierte. Die maximale Punktzahl betrug 6000.

### Armeerevolver 50 m
| Platz | Land | Sportler               | Punkte |
| ----- | ---- | ---------------------- | ------ |
| 1     | SUI  | Karl Conrad Röderer    | 503    |
| 2     | FRA  | Achille Paroche        | 466    |
| 3     | SUI  | Konrad Stäheli         | 453    |
| 4     | SUI  | Louis-Marcel Richardet | 448    |
| 5     | FRA  | Louis Dutfoy           | 442    |
| 6     | NED  | Dirk Boest Gips        | 437    |
| 7     | SUI  | Friedrich Lüthi        | 435    |
| 7     | FRA  | Léon Moreaux           | 435    |

Datum: 2. bis 3. August

20 Teilnehmer aus 4 Ländern
Es mussten 60 Schuss in sechs Serien zu je zehn Schuss abgegeben werden. Geschossen wurde auf eine Zielscheibe mit zehn Ringen und einem Durchmesser von 50 cm. Die maximale Punktzahl betrug 600.

### Armeerevolver Mannschaft 50 m
| Platz | Land | Sportler | Punkte |
| ----- | ---- | --- | ------ |
| 1     | SUI  | Friedrich Lüthi (435) Paul Probst (432) Louis-Marcel Richardet (448) Karl Conrad Röderer (503) Konrad Stäheli (453) | 2271   |
| 2     | FRA  | Louis Dutfoy (442) Maurice Lecoq (429) Léon Moreaux (435) Achille Paroche (446) Jules Trinité (431)                 | 2203   |
| 3     | NED  | Antonius Bouwens (390) Henrik Sillem (408) Anthony Sweijs (310) Solko van den Bergh (331) Dirk Boest Gips (437)     | 1876   |
| 4     | BEL  | Pierre Eichhorn (345) Charles Lebègue (318) Victor Robert (351) Alban Rooman (405) Émile Thèves (404)               | 1823   |

Datum: 5. bis 7. August 1900
Der Mannschaftskampf war eine gesonderte Wertung, die aus der Zusammenfassung der Einzelergebnisse von fünf Schützen einer Mannschaft resultierte. Die maximale Punktzahl betrug 3000.

### Ordonnanzrevolver 20 m
| Platz | Land | Sportler        | Punkte |
| ----- | ---- | --------------- | ------ |
| 1     | FRA  | Maurice Larrouy | 58     |
| 2     | FRA  | Léon Moreaux    | 57     |
| 3     | FRA  | Eugène Balme    | 57     |
| 4     | FRA  | Paul Moreau     | 57     |
| 5     | SUI  | Paul Probst     | 57     |
| 6     | FRA  | Joseph Labbé    | 57     |

Die Meinungen der Sporthistoriker über diesen Wettbewerb gehen stark auseinander, ob es sich hierbei überhaupt um einen olympischen Wettbewerb handelte. Die Verwirrung beginnt schon damit, dass der Wettbewerb in den Listen des IOC als ein Schießen mit der Schnellfeuerpistole über 25 m mit 60 Schuss umschrieben wird. Einen solchen Wettkampf hat es aber gemäß dem offiziellen Bericht zu den Sportveranstaltungen der Weltausstellung nie gegeben. Tatsächlich handelte es sich um einen Wettbewerb mit der Ordonnanzwaffe (Dienstwaffe) über 20 m mit nur 6 Schuss (maximal 60 Punkte).
Der Bericht sagt weiter aus, dass 201 Schützen sich an diesem Wettbewerb beteiligten. Namentlich bekannt sind nur die im Bericht veröffentlichten sechs Schützen, unter ihnen ein Schweizer. Die aus dem Bericht ebenfalls hervorgehende Reihung der Preise muss nicht unbedingt die sportliche Reihenfolge darstellen, denn außer dem Sieger haben alle anderen fünf Schützen die gleiche Punktzahl (57) geschossen, was bei einem fehlenden Stichkampf üblicherweise eine gleichrangige Wertung nach sich zieht. Letztlich geht der namhafte Sporthistoriker Bill Mallon davon aus, dass der Wettbewerb auch für Profis zugänglich war, weshalb er schließlich endgültig aus der Liste der olympischen Wettbewerbe auszuschließen wäre. Dies wird in diversen Veröffentlichungen auch so praktiziert, entsprechend verändert stellt sich dort auch die Statistik und der Medaillenspiegel dar.

### Tontaubenschießen
| Platz | Land | Sportler           | Punkte |
| ----- | ---- | ------------------ | ------ |
| 1     | FRA  | Roger de Barbarin  | 17     |
| 2     | BEL  | René Guyot         | 17     |
| 3     | FRA  | Justinien de Clary | 17     |
| 4     | FRA  | César Bettex       | 14     |
| 5     | FRA  | Hilaret            | 14     |
| 6     | FRA  | Édouard Geynet     | 13     |

Datum: 15. bis 17. Juli 1900

31 Teilnehmer aus 4 Ländern

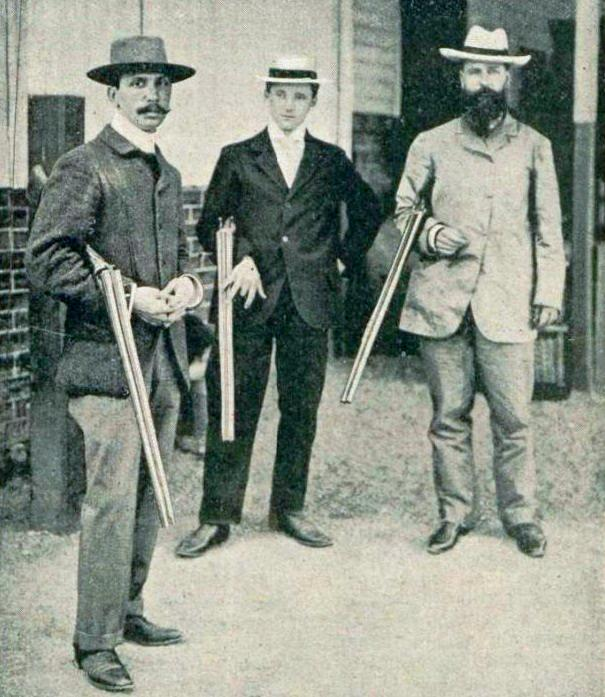
Die Sieger im Wurfscheibenschießen
v. l. n. r. Barbarin, Guyot und Clary

Geschossen wurde auf 20 Scheiben (Tontauben). Bei Gleichstand entschied ein Stichkampf unter diesen Schützen, die auf zwölf weitere Scheiben zu schießen hatten. Die ersten drei Plätze wurden auf diese Weise ausgeschossen.